# Gunther Schmäche
Gunther Schmäche ist eine von dem deutschen Radiomoderator und Sänger Jan Schlegel entwickelte Kunstfigur, in deren Gestalt er als Radiomoderator, Radio-Comedian und Comedy-Sänger auftritt. Schmäches Markenzeichen ist der Gebrauch der sächsischen Mundart in Texten und Liedern. Bekannt wurde er auch als Autor von mundartlichen Veröffentlichungen.

## Die Kunstfigur
Die Figur Gunther Schmäche trägt kabarettistische, komödiantische und volkstümlich-„landsmannschaftliche“ Elemente. Für seinen Comedy-Typus werden von Jan Schlegel, der 1970 in Sachsen geboren wurde, dort aufwuchs und heute in Leipzig lebt, verschiedene Klischees wie die eines „Spießers“ (Radio PSR: „der Kleingärtner aus Kleinpösna mit seiner sächsischen Schnauze“) sowie teils eines Proleten verwendet.
Schlegel stand als Gunther Schmäche zuerst beim privaten Hörfunksender NRJ Sachsen unter Vertrag, später wechselte er dann zum „Privaten Sächsischen Rundfunk“, Radio PSR. Schmäches (Schlegels) Musikstil ist zwischen Schlager und Pop einzuordnen. Er tritt  auch als Liedermacher in sächsischer Mundart auf.
Unter dem Pseudonym seiner Kunstfigur Gunther Schmäche veröffentlichte Schlegel unter anderem eine fiktive Biografie sowie Übertragungen in sächsische Mundart von Goethes Faust II und Shakespeares Romeo und Julia.
Außerdem tritt Schmäche (Schlegel) bei öffentlichen Veranstaltungen auf („Sachsens musizierender Kleingärtner Gunther Schmäche“, „Sachsen Kultmoderator Gunther Schmäche“) und inszeniert sich teils auch selbst in der Öffentlichkeit.

## Diskografie (Auswahl)
Alben
- 1996: Genau, genau, genau...!
- 1997: Seitensprung
- 1998: BUFF BANANE
- 1999: Alles Gunther-das Beste und mehr... (Best of)
- 2003: Vier Jahreszeiten
- 2002: Romeo und Julia auf Sächsisch

Singles
- 1996: Gartenlied
- 1997: Frühlingslied
- 1999: Honky Tonk®
- 2000: Sommer in Sachsen
- 2000: Mundgeruch

## Veröffentlichungen (Auswahl)
- Gunther Schmäche: Die Autobiographie. Verlag Faber & Faber, Leipzig 1998 (Reihe Die Sisyphosse), ISBN 3-932545-16-8.
- Gunther Schmäche: Faust auf Sächsisch. Eichborn Verlag, Frankfurt am Main 1998, ISBN 3-8218-3485-4.
- Gunther Schmäche: Romeo und Julia auf Sächsisch. Belchen Verlag, Freiburg im Breisgau 2001, ISBN 3-933483-68-9.